# Kukułka czarno-biała
Kukułka czarno-biała (Clamator jacobinus) – gatunek średniej wielkości ptaka z rodziny kukułkowatych (Cuculidae). Występuje w Azji Południowej oraz w Afryce Subsaharyjskiej, a podczas przelotów również na południowo-wschodnim Półwyspie Arabskim. Nie jest zagrożony wyginięciem.

## Taksonomia
W 1783 Pieter Boddaert jako pierwszy nadał temu gatunkowi nazwę binominalną – Cuculus Jacobinus. Umieścił ją w katalogu Table des planches enluminéez d'histoire naturelle de M. D'Aubenton. Odnosił się do tablicy barwnej o numerze 873, zamieszczonej w Planches enluminées d'histoire naturelle. Podpis wskazywał, że holotyp pochodził z Wybrzeża Koromandelskiego. Obecnie (2020) Międzynarodowy Komitet Ornitologiczny (IOC) umieszcza kukułkę czarno-białą w rodzaju Clamator. Wyróżnia 3 podgatunki, podobnie jak autorzy HBW. Kukułka czarno-biała wraz z żałobną (C. levaillantii) bywają umieszczane w odrębnym rodzaju Oxylophus (Swainson, 1827) ze względu na wyróżniające się na tle rodzaju upierzenie i kształt skrzydła. Melanistyczna forma z Afryki (występująca u ptaków podgatunku C. j. serratus) bywała opisywana jako odrębny gatunek, jednakże nie ma to podstaw, jako że ptaki tej formy mogą krzyżować się z kukułkami czarno-białymi i nie występują między nimi różnice strukturalne. Jako pierwszy w jednym gatunku złączył je Stressemann w 1924.
Epitet gatunkowy jacobinus odnosi się do wyglądu przywodzącego na myśl habit noszony przez dominikanów (w języku francuskim znanych również jako Jacobins).

## Podgatunki i zasięg występowania
IOC wyróżnia następujące podgatunki:
- C. j. serratus (Sparrman, 1786) – południowa Afryka (od południowej Zambii na południe)[6]. Przedstawiciele tego podgatunku zimują na północ od swoich terenów lęgowych[7].
- kukułka srokata[9], C. j. pica (Hemprich & Ehrenberg, 1833) – Afryka Subsaharyjska na południe po Tanzanię i Zambię oraz obszar od północno-zachodnich Indii po Nepal i Mjanmę, sporadycznie południowy Tybet[6]; głównie za równoleżnikiem 20°N. Na przelotach pojawiają się na Półwyspie Arabskim: w Zjednoczonych Emiratach Arabskich, Omanie, Arabii Saudyjskiej, Jemenie i Dżibuti, a także na Zanzibarze[7].
- kukułka czarno-biała[9], C. j. jacobinus (Boddaert, 1783) – południowe Indie i Sri Lanka[6], głównie od równoleżnika 15°N na południe[10][7][8]; część populacji migruje do południowo-wschodniej Afryki[6].

## Morfologia

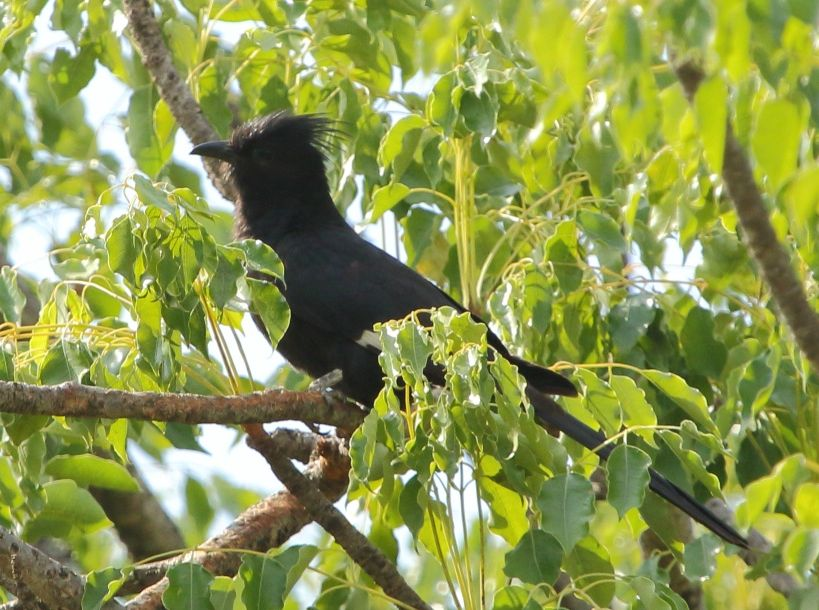
Forma melanistyczna, KwaZulu-Natal, Południowa Afryka

Długość ciała wynosi 31–34 cm; masa ciała dla 13 ptaków podgatunku nominatywnego: 50–73 g, masa ciała dla C. j. serratus: 69,2–104 g. W upierzeniu nie występuje dymorfizm płciowy. Wierzch ciała jest czarny, połyskliwy; na głowie czub. Skrzydła czarne, z białą plamą. Ogon długi i czarny, środkowe sterówki z wąską białą końcówką, zewnętrzne sterówki T2–T5 z białymi, prosto się odcinającymi końcówkami. Spód ciała, od gardła po pokrywy podogonowe biały. Tęczówka brązowa, dziób czarny, stopy łupkowoszare. U ptaków podgatunku C. j. serratus występują dwie odmiany barwne: z brudnobiałym spodem ciała i czarnymi paskami na gardle oraz z całkowicie czarnym spodem ciała i bez białych końcówek sterówek. Przedstawiciele C. j. serratus są największymi spośród kukułek czarno-białych. Formuła skrzydłowa: P7>8>6>9>5>4>3>2>10>1.

## Ekologia i zachowanie
Środowiskiem życia kukułek czarno-białych są suche, otwarte zadrzewienia i zakrzewienia, tereny uprawne (w tym szkółki leśne) i ogrody. W ogóle nie występują w lasach. W zachodniej Afryce są pospolite w półpustynnych rejonach Sahelu i gęstych bagiennych zakrzewieniach oraz sawannie z mimozami (Mimosa) i akacjami (Acacia). W południowej Afryce odnotowywane w różnorodnych zadrzewieniach, od suchych do wilgotnych, w tym miombo. Na Cejlonie występują do około 1300 m n.p.m. (Prowincja Uwa), w Indiach – do 2000 m n.p.m. (Nilgiris) w przypadku podgatunku nominatywnego, 2600 m n.p.m. w przypadku kukułki srokatej, a podczas przelotów w Himalajach do 4270 m n.p.m. W Etiopii i Erytrei odnotowywane od 200 do 2700 m n.p.m. W pozostałej części Afryki głównie od nizin po 1500 m n.p.m., ogółem 3000 m n.p.m. Na Bliskim Wschodzie przeważnie poniżej 1000 m n.p.m.
W sezonie lęgowym z wyjątkiem okresu zalotów kukułki czarno-białe przebywają samotnie. W Pakistanie obserwowano grupy po przybyciu na tereny lęgowe, w Południowej Afryce – w większości pary. W przypadku obserwacji trzech lub więcej osobników zachodziły między nimi agresywne potyczki. Kukułki czarno-białe prowadzą nadrzewny tryb życia. Nie są płochliwe, widywane bywają na otwartym terenie, nisko na krzewach, podczas skakania po ziemi (co czynią w dziwaczny sposób) czy nawoływania z linii wysokiego napięcia. W terenach miejskich są przeganiane przez wrony orientalne (Corvus splendens). Pożywieniem kukułek czarno-białych są głównie gąsienice (zarówno te nagie, jak i owłosione czy z wyrostkami) i inne larwy bezkręgowców, poza tym termity, chrząszcze, mrówkowate, modliszki, ślimaki. Zjadają również jaja ptaków wróblowych, owoce jagodowe, okazjonalnie również zielone liście.

### Lęgi
Okres lęgowy przypada na porę deszczową. W północnych Indiach jest to okres od czerwca do sierpnia, w południowym dystrykcie Nilgiris – od stycznia do marca (ogółem w Indiach w ciągu całego roku, zmiennie sezonowo), w zachodniej Afryce – od maja do lipca, w Etiopii – od marca do października, w północnej Nigerii – od maja do lipca, w Somalii – w maju, w Senegambii i Mali – od marca do sierpnia, w Zimbabwe – od listopada do lutego, w Angoli – w listopadzie, w Południowej Afryce – od końca października do marca. Samce i samice prawdopodobnie odbywają przygodne kopulacje, inny sposób doboru w pary występuje w obszarach o niskim zagęszczeniu.
Kukułki czarno-białe są pasożytami lęgowymi. Ich młode nie wyrzucają jaj gospodarzy z gniazda. Nierzadko jednak te drugie są zadeptywane, podobnie jak i pisklęta, nad którymi młoda kukułka może górować, doprowadzając do ich głodowania. Mimo tego odnotowywano przypadki pomyślnego wychowywania także i piskląt gospodarzy. Poniżej przedstawiono znanych gospodarzy kukułek czarno-białych:
- północna Afryka Subsaharyjska: tymalczyk saharyjski (Argya fulva) i rdzawy (A. rubiginosa) oraz bilbil ogrodowy (Pycnonotus barbatus)
- Republika Południowej Afryki: synogarlica senegalska (Spilopelia senegalensis), czepiga czerwonolica (Urocolius indicus), dzierzba białobarkowa (Lanius collaris), dzierzyk rdzawobrzuchy (Laniarius ferrugineus; 1 stwierdzenie), dzierzbik żółtogardły (Telophorus zeylonus, 3 s.), bilbile: ogrodowy, białooki (P. capensis), jednobarwny (P. brunneus) i zuchwały (Andropadus importunus), jasnobrzuch ziemny (Phyllastrephus terrestris) i dziwogon żałobny (Dicrurus adsimilis), tymal dwubarwny (Turdoides bicolor), liszkojad czarny (Campephaga flava; 1 s.), pokrzewka złowroga (Sylvia subcoerulea; 1 s.), mucharka żałobna (Sigelus silens; 1 s.), pliszka obrożna (Motacilla capensis) i wróbel białobrewy (Gymnoris superciliaris)
- różne miejsca Afryki: kukal mały (Centropus grillii) i łowiec brązowogłowy (Halcyon albiventris)
- Indie: głównie przedstawiciele Turdoides i krasnosójec paskowy (Trochalopteron lineatum)
- Sri Lanka: tymal białogłowy (Turdoides leucocephala)
- Mjanma: sójkowiec naszyjnikowy (Garrulax monileger) oraz tymalczyki: kreskowany (Argya earlei) i białogardły (Argya gularis)
- Tajlandia: zwisogonek (Megalurus palustris)

Istnieją liczne niezweryfikowane doniesienia o niewymienionych powyżej gatunkach gospodarzy. Często odsetek gniazd ptaków danego gatunku z podrzuconymi jajami kukułki czarno-białej bywa wysoki. Jaja składane są co drugi dzień, okres ich składania może trwać nawet 10 tygodni. W Indiach i północnej Afryce przeważnie wyglądają podobnie jak jaja tymali-gospodarzy, jednak większe, okrąglejsze, z jaśniejszą niebieską (lub niebieskozieloną u kukułek srokatych) skorupką. Dość znacząco różnią się od jaj bilbili (Pycnonotidae); świadczy to o tym, że ta rodzina nie wykształciła jeszcze na tyle mocnego mechanizmu pozwalającego na odrzucenie jaj kukułki czarno-białej, by zmusić ją do produkcji podobnych do bilbilich jaj. W Mali i Kenii jaja są rzadko białe, w południowej Afryce – zawsze całkowicie białe. U piskląt zalążki piór pojawiają się w drugim dniu życia. W 6. otwierają oczy, w 11. wyrzynają się lotki. Do 15. dnia życia kukułki czarno-białe są już dobrze opierzone, a w 17. przeważnie całkowicie opierzone. Jeśli jednak są niepokojone, to mogą opuścić gniazdo już po 11 dniach życia. Po opuszczeniu są karmione przez rodziców-gospodarzy przez dalsze 15–25 dni. Po osiągnięciu 26 dni życia są już całkowicie rozwinięte z wyjątkiem krótkiego jeszcze ogona.

## Status i zagrożenia
IUCN uznaje kukułkę czarno-białą za gatunek najmniejszej troski (LC, Least Concern) nieprzerwanie od 1988 (stan w 2025). Jest to gatunek szeroko rozprzestrzeniony i pospolity w większej części zasięgu; w RPA zachodzą fluktuacje w liczebności zależnie od roku, w Senegambii od nieczęstego po rzadki, w Kenii i północnej Tanzanii sezonowo liczny (dane z końca lat 90. XX wieku). BirdLife International ocenia trend populacji jako prawdopodobnie stabilny ze względu na brak widocznych zagrożeń i dowodów na spadki liczebności.